# Joshua Edmondson
Joshua Edmondson (* 6. Juli 1992 in Leeds) ist ein ehemaliger britischer Radrennfahrer.

## Sportlicher Werdegang
2010 belegte Joshua Edmondson bei den UCI-Straßen-Weltmeisterschaften der Junioren in Offida Platz vier im Straßenrennen und gewann das Eddie Soens Memorial in Liverpool. 2011 gewann er in Italien den GP Agostano und belegte im Jahr darauf Rang zehn in der Gesamtwertung des Giro della Valle d’Aosta.
Seine Karriere führte Edmondson 2013 zu Team Sky, bei dem er ohne zählbare Siege blieb. Nach zwei Jahren folgte 2015 der Wechsel zu dem UCI Continental Teams An Post-Chain Reaction, mit dem er die zwei einzigen Siege seiner Karriere erzielte. 2016 wurde er Mitglied im Team NFTO, das zum Ende der Saison aufgelöst wurde. Mit der Auflösung des Teams beendete auch er seine Karriere im Radrennsport.
Im März 2017 gab Edmonson gegenüber der BBC bekannt, dass er sich im Jahr 2014 regelmäßig Vitamine und Nahrungsergänzungsmittel mit Spritzen verabreicht habe. Die Substanzen selbst gelten nicht als Doping relevant; die Verabreichung durch Spritzen stellte dennoch einen Verstoß gegen Regeln des britischen Radsportverbands dar. Dem Team Sky sei dieses Verhalten bekannt geworden, ohne dass eine Meldung an die Anti-Doping-Behörden vollzogen worden wäre. Edmonson wertete dies als Deckung durch das Management. Team Sky erklärte hingegen, dass Edmondson sich die Präparate gar nicht gespritzt habe. Am Ende einer teaminternen Untersuchung sei man zu der Überzeugung gelangt, dass es „keinen Anhaltspunkt für einen Anti-Doping-Verstoß“ gegeben habe. Man habe den Fahrer nach dessen Geständnis bis zum Vertragsende „unter Beobachtung“ gestellt. Zudem habe man Anwälte konsultiert, die bestätigt hätten, dass Team Sky nicht verpflichtet sei, einen Verstoß gegen interne Regeln der UCI oder den Anti-Doping-Behörden zu melden.

## Erfolge
2015
- Gesamtwertung Ronde de l’Oise
- eine Etappe Tour de Azerbaijan